# Achille Coen
Achille Coen (Pisa, 5 gennaio 1844 – Firenze, 6 aprile 1921) è stato uno storico italiano.

## Biografia
Nacque da Giuseppe Coen e da Eva Bonaventura, in una famiglia della classe dirigente ebraica. Secondo Piero Treves, non si può escludere che all'inclinazione di Coen verso la storia "religiosa" «contribuisse la sua coscienza e posizione "minoritaria" di ebreo».
Studiò prima a Livorno (probabilmente nell'istituto che il padre dirigeva) e poi si iscrisse all'Università di Pisa per frequentarvi i corsi di lettere, allievo di Domenico Comparetti, di Alessandro D'Ancona e di Pasquale Villari. Dopo la laurea, nel 1868 ottenne l'incarico di insegnante di storia nel Liceo Niccolini di Livorno, e proprio al letterato e politico Giovanni Battista Niccolini dedicò il suo primo scritto, esaltandone la scelta romantica e gli ideali patriottici.
Nel 1871 pubblicò un'edizione delle Nubi di Aristofane, corredata del proprio commento, nel quale tiene presente la Storia della Grecia di George Grote indagando la situazione politica e culturale dell'Atene del V secolo a.C., la figura di Socrate e l'influsso esercitato dalla commedia sull'esito del processo contro il filosofo ateniese.
Passato poi a insegnare nell'Istituto tecnico di Livorno, nel 1877 pubblicò negli Annali della scuola L'abdicazione di Diocleziano e l'anno dopo il breve saggio Giuseppe Micali e gli studi sulla storia primitiva dell'Italia, dove riconobbe allo storico livornese il merito di aver rivendicato per primo il valore e l'importanza dell'esperienza etrusca nella storia dell'Italia antica. Chiamato all'Accademia scientifico-letteraria di Milano per insegnarvi storia antica, alla fine del 1878 si trasferì nel capoluogo lombardo, dove sposò Eleonora Miranda: dei quattro figli, sopravvissero Luisa, una scrittrice per l'infanzia che sposò il matematico Federigo Enriques, e Nella, moglie dell'industriale Isaia Levi.
La Prolusione al corso di storia antica mostra il suo interesse per le ricerche sulla formazione e lo sviluppo delle religioni, perseguito nella successiva Di una leggenda relativa alla nascita e alla gioventù di Costantino Magno del 1882, nel quale è altresì debitore, oltre che al maestro Comparetti, al Costantino il Grande del Jacob Burckhardt. Tale interesse è anche all'origine della monografia Vezzio Agorio Pretestato, incentrata sul conflitto religioso in corso nel IV secolo, e della più tarda Persecuzione neroniana dei cristiani.
Lasciò Milano nel 1887 per assumere la cattedra di storia antica all'Istituto di studi superiori di Firenze, dove ebbe allievi, tra gli altri, Corrado Barbagallo, Romolo Caggese, Luigi Castiglioni, Ugo Guido Mondolfo e Gaetano Salvemini. Fino al suo definitivo collocamento a riposo nel 1911, rimase estraneo alle diverse scuole che si erano andate intanto affermando, sia a quella critico-interpretativa di Karl Julius Beloch, sia alla scettica-radicale di Ettore Pais, sia alla scuola materialistico-storica di Ettore Ciccotti, sia alla scuola filologica del Gaetano De Sanctis, rimanendo fedele alla sua visione della storia quale sviluppo di ideali etici e religiosi.
Liberale in politica, il Coen condannò tanto la svolta reazionaria della politica italiana di fine secolo, quanto l'impresa coloniale in Libia. Morì a Firenze il 6 aprile 1921 e dispose per testamento la distruzione di tutti i suoi manoscritti: andò così perduto un suo lavoro sull'imperatore Giuliano. La biblioteca fu donata all'Università di Firenze.

## Scritti
- Di Giovan Battista Niccolini, Firenze, 1868
- Le Nubi di Aristofane, con note e introduzione critica, Prato, 1871
- L'abdicazione di Diocleziano, Livorno, 1877
- Giuseppe Micali e gli studi sulla storia primitiva dell'Italia, Livorno, 1878
- Prolusione al corso di storia antica, Milano 1879
- Di una leggenda relativa alla nascita e alla gioventù di Costantino Magno, Roma, 1882
- Manuale di storia orientale, Milano, 1885
- Manuale di storia greca, Milano, 1886
- Vezzio Agorio Pretestato, in «Rivista storica italiana», IV, 1887, V, 1888
- La persecuzione neroniana dei cristiani, Firenze-Roma, 1901